# Chris Wilson (zapaśnik)
Christopher Joseph „Chris” Wilson (ur. 30 grudnia 1967 w Winnipeg) – kanadyjski zapaśnik w stylu wolnym. Olimpijczyk z Barcelony 1992, gdzie zajął ósme miejsce w kategorii 68 kg.
Srebrny medalista mistrzostw świata w 1991, brązowy w 1993, siódmy w 1990. Pierwszy w Pucharze Świata w 1993 i 1994; drugi w 1991; trzeci w 1989 i 1990. Zwyciężył na Igrzyskach Wspólnoty Narodów w 1994 roku.